# Ricania japonica
Ricania japonica är en insektsart som beskrevs av Melichar 1898. Ricania japonica ingår i släktet Ricania och familjen Ricaniidae. Inga underarter finns listade i Catalogue of Life.